# پل ۲۶۸ (تیر ۱۶)
پل ۲۶۸-تیر۱۶ مربوط به دوره پهلوی اول است و در شهرستان سوادکوه، حد فاصل ایستگاه‌های دوآب و سرخ‌آباد واقع شده و این اثر در تاریخ ۲۲ مرداد ۱۳۸۴ با شمارهٔ ثبت ۱۳۰۹۷ به‌عنوان یکی از آثار ملی ایران به ثبت رسیده است.